# 雷远高
雷远高（1921年9月—2009年9月16日），男，山西平遥人，中华人民共和国军事人物，曾任第54军副政委，云南省军区政治委员，云南建设兵团政委，南京高级陆军学校研究部部长。著作 《中国近代反侵略战争史》